# Север'яно Баллестерос
Север'яно Баллестерос (ісп. Severiano Ballesteros; нар. 9 квітня 1957, Кантабрія — пом. 7 травня 2011) — іспанський гравець у гольф, який став відомим у 1976, вигравши кілька турнірів у США включно з Мастерз у 1980 і 1983. Він тричі вигравав Відкритий чемпіонат Британії з гольфу (1979, 1984, 1988).